# Campo de Gómara
El Campo de Gómara es una comarca de la provincia de Soria (Castilla y León, España).
Su centro comarcal de servicios es Gómara.

## Municipios
| - Alconaba - Aldealafuente - Aldealpozo - Aldealseñor - Aldehuela de Periáñez - Aliud - Almajano - Almaluez - Almazul - Almenar de Soria - Arancón - Bliecos - Buberos - Buitrago - Cabrejas del Campo - Candilichera | - Cañamaque - Carabantes - Cihuela - Ciria - Cirujales del Río - Deza - Fuentecantos - Fuentelmonge - Fuentelsaz de Soria - Gómara - Hinojosa del Campo - La Losilla - Ledesma de Soria - Los Villares de Soria | - Narros - Pinilla del Campo - Portillo de Soria - Pozalmuro - Quiñonería - Renieblas - Reznos - Serón de Nágima - Tajahuerce - Tejado - Torlengua - Torrubia de Soria - Villar del Campo - Villaseca de Arciel |

## Situación
Está situada entre las sierras de la Pica y Deza y el río Duero, y su economía se basa en el cultivo de cereales, aunque ha sufrido en las últimas décadas una despoblación inmensa debido a la industrialización de la agricultura y el más absoluto olvido institucional. Destaca el Valle del río Rituerto.
Limita al norte con El Valle y Tierras Altas, al noreste con la Tierra de Ágreda, al este con la Comunidad de Calatayud (provincia de Zaragoza), al sur con la Tierra de Medinaceli y al oeste con la comarca de Almazán y la de Soria.

## Demografía
Población por municipios
| Municipio           | Población | Superficie | Pedanías                                                                                                 |
| ------------------- | --------- | ---------- | --- |
| Aldealafuente       | 106       | 45,72      | Ribarroya y Tapiela                                                                                      |
| Aldealpozo          | 30        | 11,87      | |
| Aliud               | 26        | 17,65      | Albocabe y Aragel                                                                                        |
| Almaluez            | 190       | 159,11     | Aguaviva de la Vega, Chércoles y Puebla de Eca                                                           |
| Almazul             | 103       | 67,86      | Mazaterón y Zárabes                                                                                      |
| Almenar de Soria    | 282       | 105,99     | Cardejón, Castejón del Campo, Esteras de Lubia, Jaray y Peroniel del Campo                               |
| Bliecos             | 43        | 16,48      | |
| Buberos             | 37        | 18,53      | |
| Cabrejas del Campo  | 69        | 17,87      | Ojuel |
| Candilichera        | 153       | 44,83      | Carazuelo, Duañez, Fuentetecha y Mazalvete                                                               |
| Carabantes          | 24        | 16,31      | |
| Cihuela             | 70        | 34,15      | |
| Deza                | 268       | 118,15     | La Alameda y Miñana                                                                                      |
| Fuentelmonge        | 80        | 42,24      | |
| Gómara              | 385       | 68,27      | Abión, Ledesma de Soria, Paredesroyas y Torralba de Arciel                                               |
| Pinilla del Campo   | 20        | 19,39      | |
| Portillo de Soria   | 18        | 12,94      | |
| Pozalmuro           | 84        | 36,8       | |
| Quiñonería          | 15        | 38,47      | Peñalcazar                                                                                               |
| Reznos              | 34        | 20,44      | |
| Serón de Nágima     | 176       | 60,16      | |
| Tajahuerce          | 32        | 20,87      | |
| Tejado              | 152       | 77,96      | Alparrache, Boñices, Castil de Tierra, Nomparedes, Sauquillo de Boñices, Villanueva de Zamajón y Zamajón |
| Torlengua           | 86        | 41,15      | |
| Torrubia de Soria   | 69        | 52,33      | Sauquillo de Alcázar y Tordesalas                                                                        |
| Valdegeña           | 44        | 13,3       | |
| Villar del Campo    | 24        | 25,29      | |
| Villaseca de Arciel | 38        | 21,57      | |

Población por núcleos
La despoblación de esta comarca es tan alarmante que solo existen 5 núcleos de población que superen los 100 habitantes, y ninguno de ellos llega ni siquiera a los 300 habitantes. Lo que supone para estas poblaciones una gran falta de servicios y un gran impedimento a la hora de instalar actividades comerciales o económicas.
| Localidad             | Población  |
| --------------------- | ---------- |
| Aldealafuente         | 74         |
| Ribarroya             | 20         |
| Tapiela               | 12         |
| Aldealpozo            | 30         |
| Aliud                 | 26         |
| Albocabe              | Despoblado |
| Almaluez              | 105        |
| Aguaviva de la Vega   | 34         |
| Chércoles             | 33         |
| Puebla de Eca         | 18         |
| Almazul               | 75         |
| Mazaterón             | 27         |
| Zárabes               | 1          |
| Almenar de Soria      | 163        |
| Cardejón              | 29         |
| Castejón del Campo    | 13         |
| Esteras de Lubia      | 19         |
| Jaray                 | 23         |
| Peroniel del Campo    | 35         |
| Bliecos               | 43         |
| Buberos               | 37         |
| Cabrejas del Campo    | 47         |
| Ojuel                 | 22         |
| Candilichera          | 51         |
| Carazuelo             | 22         |
| Duañez                | 13         |
| Fuentetecha           | 38         |
| Mazalvete             | 29         |
| Carabantes            | 24         |
| Cihuela               | 70         |
| Deza                  | 252        |
| La Alameda            | 12         |
| Miñana                | 4          |
| Fuentelmonge          | 80         |
| Gómara                | 288        |
| Abión                 | 32         |
| Ledesma de Soria      | 26         |
| Paredesroyas          | 17         |
| Torralba de Arciel    | 22         |
| Pinilla del Campo     | 20         |
| Portillo de Soria     | 18         |
| Pozalmuro             | 84         |
| Quiñonería            | 15         |
| Peñalcázar            | Despoblado |
| Reznos                | 34         |
| Serón de Nágima       | 176        |
| Tajahuerce            | 32         |
| Tejado                | 71         |
| Alparrache            | 14         |
| Boñices               | 2          |
| Castil de Tierra      | 8          |
| Nomparedes            | 30         |
| Sauquillo de Boñices  | 4          |
| Villanueva de Zamajón | 13         |
| Zamajón               | 10         |
| Torlengua             | 86         |
| Torrubia de Soria     | 52         |
| Sauquillo de Alcázar  | 12         |
| Tordesalas            | 5          |
| Valdegeña             | 44         |
| Villar del Campo      | 24         |
| Villaseca de Arciel   | 38         |

Evolución de la población (1900-2011)
| Gráfica de evolución demográfica de Campo de Gómara entre 1900 y 2011                                                                                   |
| |
| Población de hecho (1900-1991) o población residente (2001) según los censos de población del INE. Población según el padrón municipal de 2011 del INE. |

Población según edad
| Franja de edad     | Porcentaje |
| ------------------ | ---------- |
| Menores de 18 años | 5,02%      |
| De 18 a 64 años    | 50,69%     |
| De 65 y más años   | 44,37%     |